# Daulatpur (Punjab)
Daulatpur è una suddivisione dell'India, classificata come census town, di 4.544 abitanti, situata nel distretto di Gurdaspur, nello stato federato del Punjab. In base al numero di abitanti la città rientra nella classe VI (meno di 5.000 persone).

## Geografia fisica
La città è situata a 32° 15' 60 N e 75° 36' 18 E.

## Società

### Evoluzione demografica
Al censimento del 2001 la popolazione di Daulatpur assommava a 4.544 persone, delle quali 2.412 maschi e 2.132 femmine. I bambini di età inferiore o uguale ai sei anni assommavano a 435, dei quali 260 maschi e 175 femmine. Infine, coloro che erano in grado di saper almeno leggere e scrivere erano 3.377, dei quali 1.888 maschi e 1.489 femmine.